# باول فيدال
باول فيدال (بالفرنسية: Paul Vidal)‏ هو عازف بيانو وملحن فرنسي، ولد في 16 يونيو 1863 في تولوز في فرنسا، وتوفي في 9 أبريل 1931 في باريس في فرنسا.

## وصلات خارجية
- باول فيدال على موقع ميوزك برينز (الإنجليزية)
- باول فيدال على موقع ديسكوغز (الإنجليزية)